# Santa Cruz Para Todos
Santa Cruz Para Todos es una agrupación ciudadana del departamento de Santa Cruz fundada en 2009. En las elecciones subnacionales de 2010 y 2015 la agrupación salió victoriosa con Percy Fernández como candidato a la alcaldía de Santa Cruz de la Sierra.

## Historia

### Elecciones municipales de 2010
Fernández fue alcalde entre 1990 y 1995 en representación del Movimiento Nacionalista Revolucionario, y volvería al poder en 2005 en representación de AS-XXI. En miras a las elecciones municipales de 2010, Percy y su mano derecha, la arquitecta Angélica Sosa fundan una nueva agrupación ciudadana (SPT) con la que logran la reelección del alcalde.

### Elecciones municipales de 2015
En las Elecciones subnacionales de Bolivia de 2015 Percy busca su rerreelección para la gestión 2015-2020, objetivo que consigue al derrotar al candidato del Movimiento al Socialismo (Bolivia), Reymi Ferreira. Por otro lado Angelica Sosa es electa concejal municipal, así mismo es electa por unanimidad como presidenta del concejo.

### Protestas de 2019
Durante la Crisis política en Bolivia de 2019 por instrucción de Percy Fernández el gobierno autónomo municipal brindo atención médica durante los 21 días de paro cívico en los hospitales de Segundo Nivel, Centros de Salud de los 15 Distritos Municipales y servicio de ambulancias.

### Elecciones municipales de 2021
Posterior a las Protestas en Bolivia de 2019 la salud de Percy se vio muy mermada, por lo que el 2 de abril de 2020 la presidenta del concejo municipal, Angelica Sosa, es posesionada como alcaldesa interina de Santa Cruz de la Sierra. Debido a la crisis política del 2019 el Órgano Electoral Plurinacional tomó la decisión de extender la gestión de los gobernadores y alcaldes por un año extra. Finalmente el TSE decidió que las elecciones subnacionales se realicen en 2021.Sosa finalmente se postulo a la alcaldía por SPT donde obtuvo el 6,06% de los votos, por lo que estas elecciones darían final a más de una década del oficialismo de SPT en Santa Cruz de la Sierra.

## Resultados electorales
Alcalde de Santa Cruz de la Sierra
| Año  | Votos   | %     | Candidato       | Resultado |
| ---- | ------- | ----- | --------------- | --------- |
| 2010 | 342 223 | 55,46 | Percy Fernández | Sí electo |
| 2015 | 316.832 | 42,40 | Percy Fernández | Sí electo |
| 2021 | 54 496  | 6,06  | Angélica Sosa   | No electo |